# Guerre des Castellammarese
 (mars 2016).
Si vous disposez d'ouvrages ou d'articles de référence ou si vous connaissez des sites web de qualité traitant du thème abordé ici, merci de compléter l'article en donnant les références utiles à sa vérifiabilité et en les liant à la section « Notes et références ».
La guerre des Castellammarese, ou « guerre de Castellammare », est le nom donné à la lutte entre deux familles de La Cosa Nostra new-yorkaise, de 1927 à 1931. Elle oppose la famille Castellammaraise de Brooklyn, alors dirigée par Nicola « Cola » Schiro et la famille Masseria dirigée par Giuseppe « Joe the boss » Masseria.

## Situation d’avant-guerre

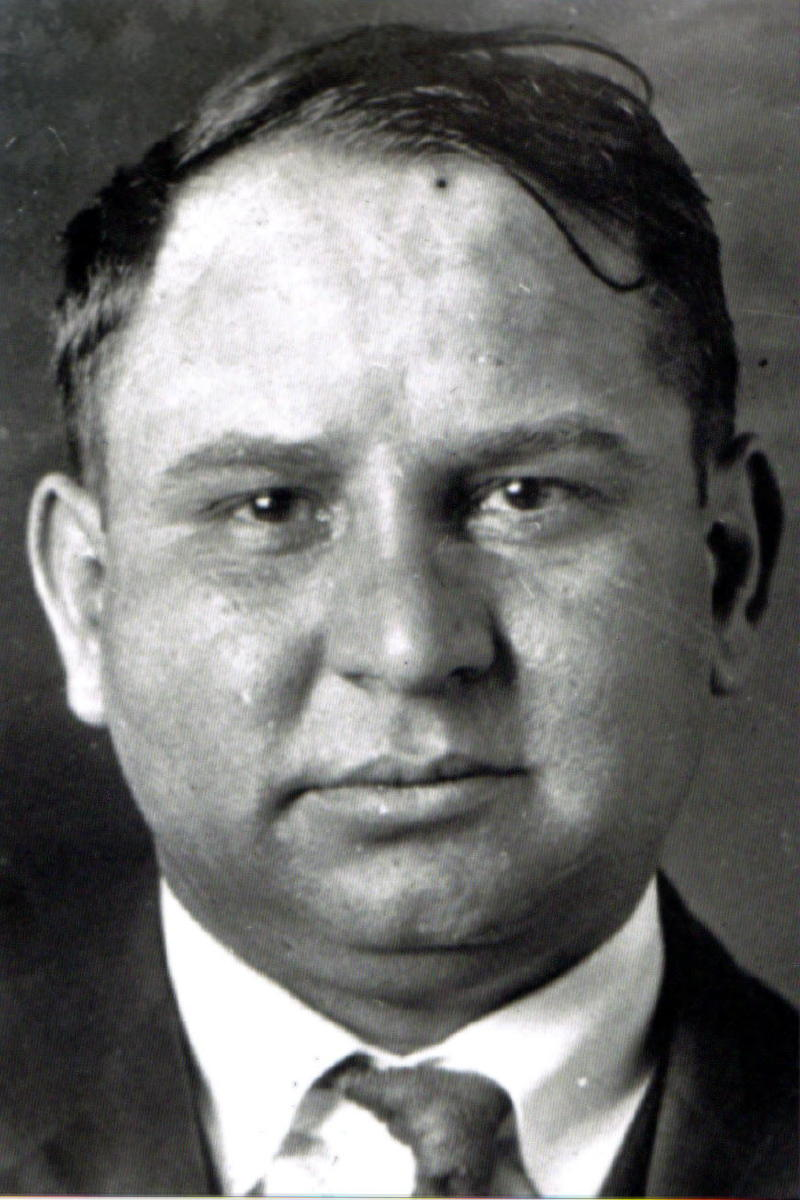
Joe Masseria

En 1927, cinq familles mafieuses règnent sur New York. Nées des destins de l'immigration, elles sont bien souvent reformées comme elles l’étaient en Sicile.
La famille dominante est celle de Giuseppe « Joe the boss » Masseria. Incontestablement plus puissant que ses pairs, Masseria est en outre allié à deux autres familles : celle d’Alfredo « Al Mineo » Manfredi (ces deux familles contrôlent principalement Manhattan et une partie de Brooklyn) et celle de Gaetano « Tom » Reina, qui contrôle le Bronx. Reina est alors allié à Masseria plus par  prudence que par entente réelle. La quatrième famille est dirigée par Giuseppe « Joe » Profaci. Elle travaille surtout sur Brooklyn et Staten Island. Bien que son soutien tendît plus vers les Castellammarais, Joe Profaci restait neutre et servait d’intermédiaire et de médiateur entre les différents partis. La cinquième famille est celle de Nicola « Cola » Schiro, la famille dite des « Castellammarais de Brooklyn », dont les membres étaient tous originaires des environs de Castellammare del Golfo, Trapani (Sicile).

## Origine du conflit et implication de Capone
Dans les années 1920, à l’instigation de John "the Fox" Torrio et avec l’approbation de Francesco « Frankie Yale » Ioele, capo de la famille Masseria, Alphonse « Al » Capone, né à New-York mais Napolitain d’origine, part s’installer à Chicago pour prêter main-forte à James « Big Jim » Colosimo (calabrais d’origine) qui est en guerre avec le clan sicilien local. Giuseppe « Joe » Aiello, chef du clan sicilien castellammarais, mécontent de voir ses affaires mises en péril par l’arrivée de renforts ennemis new-yorkais, demande une entrevue avec Joe Masseria. La rencontre a lieu à Chicago en 1929, en présence du chef de la famille Castellammaraise de Détroit, Gaspar Milazzo. La proposition de Masseria pour mettre fin aux agissements de Capone est refusée par Aiello (Masseria proposa de s’occuper de Capone en échange du contrôle des quartiers Est de Chicago). Furieux de ce refus, Masseria encourage Capone à intensifier la guerre contre Aiello, qui dut s’allier au gang irlandais de George « Bugs » Moran pour se défendre. Capone n’arrivant pas à prendre le dessus sur l’alliance irlando-sicilienne, Masseria tenta d’isoler Aiello en offrant à Gaspar Milazzo de se partager Chicago. Milazzo refusa et en informa l’un des plus puissants parrains castellammarais de l’époque, Stefano « Don Stefano » Magaddino, chef de la famille de Buffalo. À la suite de ces évènements, Gaspar Milazzo est assassiné en 1930. Les castellammarais soupçonnent immédiatement Masseria et se préparent donc à d’éventuelles représailles.

## Nomination d’un chef de guerre: Maranzano

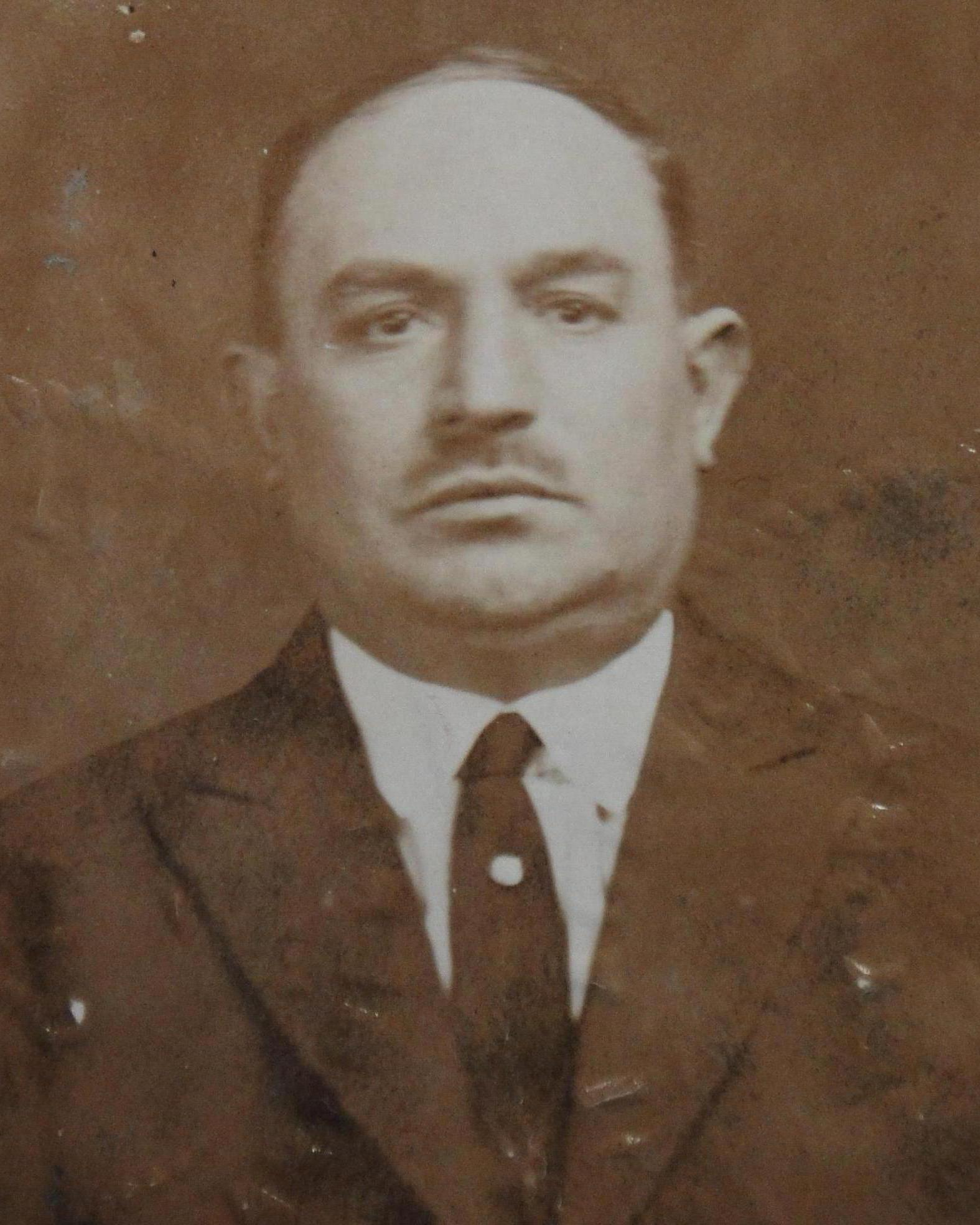
Nicola Schiro

Après le meurtre de l’un des leurs, les familles castellammaraises sont toutes sur la défensive. La famille Masseria est la plus puissante sur tous les plans –ressources, hommes, alliés- et sa supériorité ne fait aucun doute. Une réunion est organisée à Brooklyn entre les membres de la famille de Cola Schiro. Ce dernier, conscient de la position délicate de sa famille, proposa de temporiser et de rester neutre le temps de trouver un arrangement. Cette attitude choqua profondement un soldat charismatique et respecté de la famille, Salvatore Maranzano, arrivé de Sicile vers la fin de 1925. Ce dernier se rend à Buffalo et rencontre Stefano Magaddino (devenu chef de toutes les familles castellammaraises après la mort de Milazzo) afin d’organiser leur défense. Magaddino nomme Maranzano chef de la famille Castellammaraise de New-York pour la guerre contre Masseria. Maranzano, réputé pour sa discipline militaire et son sens stratégique est immédiatement approuvé par la famille.
Cola Schiro disparaît sans donner de nouvelles et Vito Bonventre, bras droit de Schiro est assassiné peu de temps après.

## Préparatifs
Maranzano organise rapidement une réunion à Long Island. Il place un caporegime de confiance à la tête de chaque groupe, chacun des soldats doit jurer obéissance à son chef, plusieurs points de chute (avec armes et nourriture) sont établis à travers New-York. Maranzano et son état-major, dont fait partie Joseph "Joe Bananas" Bonanno, se déplacent dans des voitures blindées, en cortège de deux ou trois véhicules et lourdement armés.
Selon Joseph Bonanno, Maranzano était placé à l’arrière d’un des véhicules, une mitraillette sur pivot entre les jambes.

## Déroulement
À la fin de 1929, Gaetano "Tom" Reina, chef de la famille du Bronx, admiratif du comportement de Maranzano et conscient de sa soumission envers Masseria, laisse entendre l’éventualité d’une rupture de son alliance avec ce dernier pour passer du côté des castellammarais. Il est abattu peu de temps après, au début de 1930. Masseria tente alors d’imposer l’un de ses plus fidèles partisans à la tête de cette famille, Bonaventura "Fat Joe" Pinzolo, afin de s’assurer son soutien. Mais l’un des lieutenants de Reina, Gaetano "Tommy" Gagliano, refuse de se soumettre et forme un groupe dissident qui attire notamment Gaetano "Tommy Brown" Lucchese.
La guerre n’affectait pas réellement la puissance du clan  Masseria, et certains de ses membres, comme son bras droit Peter "the Clutching Hand" Morello, ne prenaient même pas la peine de modifier leurs habitudes. Peter Morello, qui était la tête pensante de la famille Masseria, est abattu le 15 août 1930 en se rendant à son bureau de Harlem. C’est un coup dur pour "Joe the boss", qui doit dès lors s’appuyer plus qu’auparavant sur ses alliés. Capone, jusque-là relativement éloigné du conflit, dut envoyer des hommes à New York.
Quelque temps après, Joe Pinzolo est assassiné par la faction dissidente de Tom Gagliano, qui reprend la famille et la détache de l’organisation de Masseria.
À la suite de la mort de Morello, Alfred Mineo devient le nouveau stratège de Masseria. Mineo, qui dirige sa propre famille, a trop d’intérêts en jeu pour se permettre de perdre la guerre. Son objectif est clair et précis : l’élimination de Maranzano.
Dans le même temps, Aiello, chef de la faction castellammaraise de Chicago est assassiné, laissant "Chi-Town" aux mains de Capone, ce qui n’arrange pas les affaires de Maranzano, qui décide que Masseria doit être éliminé avant la fin de 1930, avant que Capone n’envoie un nombre d’hommes trop important. Un guet-apens est tendu à Masseria dans le Bronx, au cours duquel sont assassinés ses deux plus proches collaborateurs : Al Mineo et Stefano « Steve » Ferrigno.

## Derniers jours de Masseria
Après sa mort, la famille d’Al Mineo se divise sérieusement. Plusieurs de ses membres, comme Frank Scalise, Vincent Mangano ou Carlo Gambino rejoignent la faction pro-Maranzano.
Au début de 1931, Masseria, de plus en plus affaibli, s’appuie sur le seul capo de sa famille ayant les ressources et l’intelligence pouvant encore le sauver, Salvatore « Lucky Luciano » Lucania. De son côté, Maranzano fait savoir en utilisant divers canaux, qu’il ne punira pas les alliés et soldats de Masseria lorsque ce dernier sera éliminé. Sous cette tournure chevaleresque, il signifiait aux combattants de l’autre camp de s’occuper eux-mêmes de Masseria pour mettre fin à la guerre et sauver leurs vies.
Début avril 1931, Lucky Luciano demanda une entrevue. La rencontre se fit à Brooklyn. Luciano est venu avec son bras droit, Vito Genovese, et assure à Maranzano pouvoir s’occuper de Masseria en moins de deux semaines. Le 15 avril 1931, Joe the Boss est abattu dans son restaurant favori, le Nuova Villa Tammaro à Coney Island.

## Après guerre
En mai 1931, Salvatore Maranzano organise une réunion nationale à Wappingers Falls, dans l’État de New York. Environ trois cents hommes venus de tous les États-Unis sont présents. Les raisons de cette réunion sont précises : la clarification de la situation, la réorganisation des cinq familles New-Yorkaises et la reconnaissance de la légitimité de la nouvelle position dominante de Maranzano.
Maranzano est donc reconnu par ses pairs comme capo di tutti capi et les familles de New York sont réorganisées :
- la famille Schiro devient la famille dominante, dirigée par Salvatore Maranzano (aujourd’hui famille Bonanno)
- la famille Reina est reprise par Gaetano Gagliano (aujourd’hui famille Lucchese)
- la famille Manfredi est reprise par Frank Scalise (aujourd’hui famille Gambino)
- la famille Masseria est reprise par Lucky Luciano (aujourd’hui famille Genovese)
- la famille Profaci conserve son dirigeant Giuseppe Profaci (aujourd’hui famille Colombo)

Reconnu pour ses aptitudes de chef en temps de guerre, Maranzano l’est beaucoup moins en temps de paix. Manquant de souplesse et de diplomatie, il s’avère un piètre dirigeant. Submergé par les demandes et les contraintes, il apparait nerveux, brutal, et se met à dos une partie des membres de la Cosa Nostra.
Il est tué le 11 septembre 1931 dans son bureau de Park Avenue, poignardé et mitraillé par de faux agents du Trésor. Le meurtre fut commandité par Luciano, souhaitant prendre la tête de la Cosa Nostra et la moderniser.
La hiérarchie du "Volcan" est une nouvelle fois redéfinie :
- la famille Luciano devient la famille dominante, toujours dirigée par Lucky Luciano
- la famille Gagliano reste intacte
- la famille Scalise est reprise par Vincent Mangano (Frank Scalise est écarté et rétrogradé pour avoir été trop proche de Maranzano)
- la famille Maranzano est reprise par Joseph Bonanno (alors âgé de vingt-six ans)
- la famille Profaci reste intacte.

L’une des réformes les plus importantes de l’après-Maranzano fut le remplacement de la direction personnelle (rang de capo di tutti capi) par une direction collégiale nommée "la Commission", mise en place par Lucky Luciano et rassemblant les parrains des cinq familles de New York, ainsi que les parrains de Buffalo et Chicago.
À ce jour, la Commission est toujours en place, rassemblant les dirigeants des cinq familles de New York (Genovese, Gambino, Lucchese, Bonanno et Colombo) certaines familles étant venues s’y greffer, comme la Famille de Philadelphie (Scarfo Crime Family), la Famille de New England (Famille Patriarca) ou du New Jersey (Famille DeCavalcante).
La fin de la guerre de Castellammare a laissé la place à une génération moderne de mafieux, beaucoup plus portés sur le profit que sur la situation d’« hommes d’honneur » chère à leurs anciens.